# Liste der Kulturgüter in Arisdorf
Die Liste der Kulturgüter in Arisdorf enthält alle Objekte in der Gemeinde Arisdorf im Kanton Basel-Landschaft, die gemäss der Haager Konvention zum Schutz von Kulturgut bei bewaffneten Konflikten, dem Bundesgesetz vom 20. Juni 2014 über den Schutz der Kulturgüter bei bewaffneten Konflikten sowie der Verordnung vom 29. Oktober 2014 über den Schutz der Kulturgüter bei bewaffneten Konflikten unter Schutz stehen.
Objekte der Kategorie A sind im Gemeindegebiet nicht ausgewiesen, Objekte der Kategorie B sind vollständig in der Liste enthalten, Objekte der Kategorie C fehlen zurzeit (Stand: 1. Januar 2023).

## Kulturgüter
| Foto |                                                                                                | Objekt                                                              | Kat. | Typ | Standort                         | Beschreibung |
| ---- | ---------------------------------------------------------------------------------------------- | ------------------------------------------------------------------- | ---- | --- | -------------------------------- | ------------ |
| ja   | Datei hochladen · Wikidata zu Reformiertes Pfarrhaus (Q29676939)                               | Reformiertes Pfarrhaus KGS-Nr.: 01382                               | B    | G   | Hauptstrasse 66 624568 / 262269  |              |
| BW   | Datei hochladen · Wikidata zu Geisspitz/Eileten (hallstattzeitliche Höhensiedlung) (Q29676903) | Geisspitz/Eileten (hallstattzeitliche Höhensiedlung) KGS-Nr.: 09564 | B    | F   | Eilete 626101 / 262000           |              |
| ja   | Datei hochladen · Wikidata zu Ehemaliges Bauernhaus im Chrüz mit Linde (Q29676884)             | Ehemaliges Bauernhaus im Chrüz mit Linde KGS-Nr.: 12070             | B    | G   | Hauptstrasse 141 624565 / 261411 |              |
| ja   | Datei hochladen · Wikidata zu Ehemalige Mühle (Q29676866)                                      | Ehemalige Mühle KGS-Nr.: 12071                                      | B    | G   | Mühlematt 20 624412 / 262650     |              |
| BW   | Datei hochladen · Wikidata zu Heuschürli beim Baechhof (Q29676920)                             | Heuschürli beim Baechhof KGS-Nr.: 12072                             | B    | G   | Marchbel 130b 625510 / 261933    |              |